# 合肥晚报
《合肥晚报》是中华人民共和国的一份报纸，前身为1957年4月1日创刊的《合肥日报》，曾是中国共产党合肥市委员会的机关报，1961年更名《合肥晚报》，2009年转型为都市报，隶属合肥报业传媒集团。共设有十六个版，内容每日有微调。

## 历史
《合肥晚报》创刊于1957年4月1日，原名《合肥日报》，创刊时为4开4版，周七刊，同年8月13日起改为周六刊，1961年6月1日更名为《合肥晚报》。1967年1月4日，该报因被“造反派”夺权而停刊，1968年9月16日更名为《新合肥报》。1972年4月，根据安徽省革命委员会决定，停办地市报纸，《新合肥报》由此改为内部通讯《合肥通讯》。1978年4月2日，该报改以《合肥报》的名义复刊，1980年7月1日恢复使用《合肥晚报》报名，由茅盾题写报头。
2009年11月8日，《合肥晚报》的机关报职能交由新创刊的《合肥日报》继承，《合肥晚报》重新定位为都市报。2010年夏季，《合肥晚报》改版，启用“最合肥、最生活”的口号。
2016年9月21日，《合肥晚报》与新闻资讯客户端ZAKER合作成立融媒体平台“ZAKER合肥”。